# Comuna Cestica, Varaždin
Cestica este o comună în cantonul Varaždin, Croația, având o populație de 5.806 locuitori (2011).

## Demografie
Componența etnică a comunei Cestica
     Croați (93,09%)
     Sloveni (3,05%)
     Romi (2,33%)
     Necunoscut (0,03%)
     Neclasificat (0,22%)
Componența confesională a comunei Cestica
     Catolici (96,64%)
     Necunoscută (2,07%)
     Alte religii (1,29%)
Conform recensământului din 2011, comuna Cestica avea 5.806 locuitori. Din punct de vedere etnic, majoritatea locuitorilor (93,09%) erau croați, existând și minorități de sloveni (3,05%) și romi (2,33%). Apartenența etnică nu este cunoscută în cazul a 0,03% din locuitori. Din punct de vedere confesional, majoritatea locuitorilor (96,64%) erau catolici. Pentru 2,07% din locuitori nu este cunoscută apartenența confesională.